# Schockengasse 3

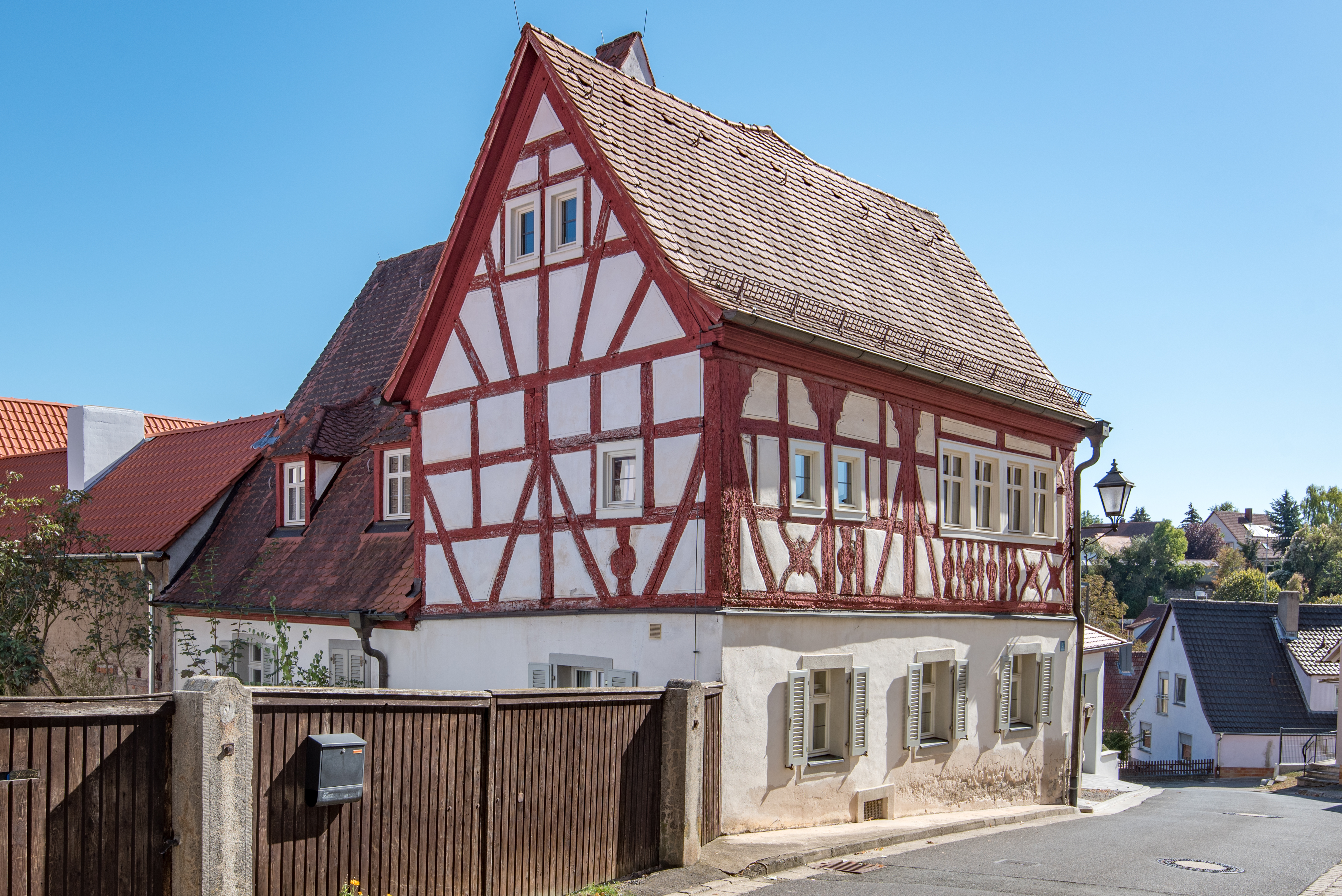
Das Haus Schockengasse 3

Das Haus Schockengasse 3 (früher Hausnummer 92) ist ein denkmalgeschütztes Gebäude in der unterfränkischen Gemeinde Markt Einersheim im Landkreis Kitzingen.

## Geschichte
Das Haus Schockengasse 3 liegt im eng bebauten Ortskern von Markt Einersheim im Süden der für die Entwicklung der Gemeinde so wichtigen Reichsstraße. Wahrscheinlich entstand das Anwesen noch vor dem Dreißigjährigen Krieg, eine dendrochronologische Untersuchung datierte einige Balken auf das Jahr 1609. Erstmals urkundlich erwähnt wurde es im Jahr 1682 im Salbuch der Herrschaft Limpurg. Es war Teil des ausgedehnten Besitzungen des Johann Welsing, der neben der „Behausung“ auch über 40 Morgen Wiesen, Äcker und Weinberge bearbeitete.
Im Jahr 1716 (nach dendrochronologischer Datierung) wurde das Gebäude vergrößert, wobei man auch das ursprüngliche Fachwerk im Erdgeschoss ersetzte. Im Zuge der Erweiterung schloss man auch den eingeschossigen Anbau mit seinem steilen Satteldach an das Gebäude an und überspannte beide Häuser mit einem Vollwalmdach. Ab der zweiten Hälfte des 18. Jahrhunderts war das Haus in Händen der Familie Thorwart, die es noch heute besitzt. In den 1990er Jahren rekonstruierten die Besitzer den ursprünglichen Zustand. Das Haus ist in der Liste der Baudenkmäler aufgenommen, es ist Teil des Bodendenkmals Altort Einersheim und begrenzt das Ensemble Ortskern Markt Einersheim im Südosten.

## Beschreibung
Heute präsentiert sich das Haus nach einer Renovierung wieder in den Formen des 17. Jahrhunderts als zweigeschossiger Satteldachbau. Das Obergeschoss ist mit Fachwerk ausgeführt. Der Anbau, der heute wieder eigenständig als Nebengebäude auf dem Grundstück steht, ist über sein Satteldach in das Vorderhaus angebunden. Wahrscheinlich wurde das Anwesen als Doppelhaus genutzt, eventuell wandelte man auch ein Austragshaus in den Anbau um. 
Der Doppelhauscharakter ist auch am dreizonigen Grundriss beider Häuser ablesbar. Das rechte Drittel des Hauses wurde wohl über das linke Drittel beheizt. Die Keller wurden ebenfalls rechtwinklig aneinander gebaut. Der linke, der Straße zugeneigte, Teil des Hauses beinhaltet die Stube mit einer Stuckdecke. Äußerlich ist dieses Repräsentationszimmer durch die Verdichtung des Fachwerks mit geschweiften und genasten Andreaskreuzen sowie Kurzstielen gekennzeichnet.